# De Hoogte (waterschap)
De Hoogte is een voormalig waterschap in de Nederlandse provincie Groningen.
Het schap lag ten zuidoosten van Nieuwolda. De noordgrens lag bij het Kattendiep en de Hoofdweg-Oost, de oostgrens bij de Langeweg, de zuidgrens bij de verdwenen dijk van 1701 en de Oude Geut (een groot driehoekig gedeelte ten noorden van deze watergang hoorde bij het waterschap de Oude Geut), de westgrens lag bij de Kerkelaan. Het gemaal stond aan het Termunterzijldiep op het punt waar het Nieuwe Kanaal hierin uitmondt. 
Waterstaatkundig gezien ligt het gebied sinds 2000 binnen dat van het waterschap Hunze en Aa's.

## Naam
De naam is een verwijzing naar het relatief hoge deel rond Nieuwolda, waardoor het water gemakkelijk afstroomde. Pas in 1892 werd besloten voor dit gebied een gemaal te stichten.